# Inopsis tiria
Inopsis tiria är en fjärilsart som beskrevs av Druce. Inopsis tiria ingår i släktet Inopsis och familjen björnspinnare. Inga underarter finns listade i Catalogue of Life.